# Брати Ісуса
Названі за іменами у Новому Завіті як грец. ἀδελφοὶ (adelphoi) у прямому, чи непрямому розумінні брати Ісуса Христа — Яків, Йосиф, Симон та Юда. У Новому Завіті також згадані, але не названі сестри Ісуса .

## Новий Завіт

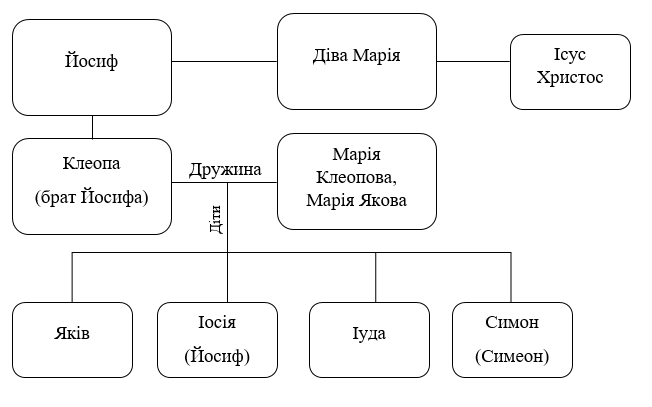
Брати Ісуса Христа — один із варіантів

У Новому Завіті згадується не менше 6-ти осіб, які названі «братами» і «сестрами» Ісусовими. Немає сумніву в тому, що вони були або вважалися родичами Христа Спасителя по плоті. Імена сестер Його не названі; брати ж іменуються Яковом, Іосією, Юдою і Симоном або Симеоном (різні форми одного і того ж імені) (Мт 13: 55-56; Мк 6: 3).
Новозавітні свідчення про братів Господніх мають 2 проблеми: чи належать вони (брати) до числа 12 апостолів і яка ступінь їх спорідненості з Ісусом Христом. Хоча в 1 Кор. 9:5 і Гал. 1:19, де згадуються брати Господні поруч з апостолами, допускають різні тлумачення, однак недвозначна вказівка Ін. 7:5 на невіру братів в той період євангельської історії, коли число 12 апостолів вже було встановлене (пор.: Ін. 6:67-71), а також той факт, що в Ін. 2:12 і Діян. 1:14 брати особливо згадуються поряд з учнями, а не в їх числі, роблять їх приналежність до числа 12 апостолів малоймовірною. Навіть якщо розуміти свідоцтво 1 Кор. і Гал. в тому сенсі, що брати Господа, і зокрема Яків, є «апостолами», це не дає підтвердження їх приналежності до кола 12-ти апостолів, бо у Новому Завіті апостолами називались й ті хто не належав до 12, наприклад проповідники як сам Павло і Варнава (Діян. 14:4-14; пор.: Рим. 16:7 про Андроника і Юнію). Відомі за Євангеліями імена братів Гсподніх зустрічаються в списках 70 апостолів.
Як зауважив Ф. В. Фаррар, з цього питання існують цілі томи, а докази які в них приведені є однаково переконливими та недоліки кожної думки настільки однаково очевидні, що наполягати догматично на будь-якій одній думці було б несправедливо і несумлінно.
В давнину існували 3 точки зору на проблему ступеня споріднення братів Господніх з Ісусом. У IV ст. єретики антимаріаніти і лат. автор Гельведій стверджували, що брати Господні є дітьми Йосипа Обручника і Марії, котрі народилися після Ісуса. Тієї ж думки дотримувався і Тертуліан. Цей погляд, який підтримують зараз протестантські екзегети суперечить вченню православної церкви про Приснодівство Марії і свідченням більшості древніх церковних письменників. Він не може бути обґрунтований текстами Нового Завіту. Те, що Ісус названий Первістком Марії (Мф 1. 25; Лк 2. 7), не означає, що у Неї неодмінно повинні були народитися й інші діти після Ісуса, бо у Біблії «первістком» називається все що «розкриває утробу» незалежно від наявності подальшого потомства (пор .: Вих. 12:29; 13:2; 34:19; Числ 8:16-17).  Трохи зверхнє ставлення братів Господа до Ісуса (Ін 7:3-5; пор.: Мк 3:21) навряд чи мислиме в східних сім'ї, якщо вони були молодші за Нього. До того ж, те, що при Хресті не згадуються братів Господніх та Марія довіряється Господом на доглядання улюбленому учню (Ін 19. 25-26), тому важко пояснити припущення, що брати Господні були Її рідними дітьми.
Частина письменників Східної церкви, а також західні автори св. Іларій Піктавійський, св. Амвросій Медіоланський і Амброзіастер вважали, що брати Господні це діти Йосипа Обручника від першого шлюбу. Найперше свідоцтво на користь цієї точки зору знаходиться в апокрифичному Протоєвангелії Якова (8. 3; 9. 2; 17. 1 f .;). Найбільш докладно вона обґрунтована св. Єпіфанієм Кіпрським: Йосип одружився з зовсім юною Марією, будучи людиною похилого віку і вдівцем, який має дітей від першого шлюбу. У плотські подружні стосунки з Марією, що дала обітницю цнотливості, Йосип не вступав, а жив з Нею як зберігач Її дівства. Брати Господні, є зведеними братами Ісуса не включаються в число 12 апостолів. Хоча ця точка зору заснована на таких положеннях, які не мають ніякого відображення в тексті Нового Завіту, її гідністю можна вважати те, що вона не вступає в пряме протиріччя з новозавітними свідоцтвами. Подібна точка зору на вирішення проблеми спорідненості братів Господніх з Ісусом, відображена і в літургійних текстах Православної Церкви.
Згідно свідчення святих отців, святого передання та деяких дослідників, Йосип Обручник залишався незайманим, а брати Господні є двоюрідними братами Ісуса. Їх батьком є Клеопа, а матір'ю — одна з дружин-мироносиць, Марія Клеопова (Ін 19. 25; пор .: Лк 24. 18, а вона — Марія — мати Якова, Йосипа, Іосії та Юди (Мф 27. 56; Мк 15. 40)), яка на підставі Ін 19:25 розглядається як сестра Марії, Матері Ісуса. Таку ж точку зору в полеміці з єретиками висловив Єронім Стридонський. Його ідея з невеликими модифікаціями стала потім загальноприйнятою серед католицьких екзегетів, а з XIX ст. була поширена і серед протестантських вчених та деяких православних екзегетів.
Імена Клеопа і Алфей трактуються як різні форми одного і того ж арамейського імені, а Яків, брат Господній, ототожнюється з апостолом від 12 — Яковом Алфеєвим. Тому в західній традиції з однойменними апостолами з числа 12 були ототожнені також брати Господні Симон і Юда. Саме тільки іменування їх «братами» при такому погляді не створює труднощів, бо у Біблії слово «брат» може означати двоюрідного брата, племінника і взагалі близького родича (Бут 13:8; 14:14; 29:12, 15 ; 31:32, 46; Лев. 10. 4; 4 Цар. 10:13; 1 Пар. 23:22).
Таким чином, ні в церковних переданнях, ні в біблійських дослідженнях немає однозначної відповіді на питання про ступінь споріднення братів Господніх до Ісуса Христа і між собою. Найбільш вірогідною за словами проф. Олексія Лєбедєва є «антіохійська» теорія. В Євангеліях мати Якова й Йосипа названа по імені — Марія, але вона явно не ототожнюється з Дівою Марією. Навіть раціоналіст Ренан змушений визнати, що назаряни називали Христа «Сином Марії», тому що Він був відомий «як єдиний син вдови» Такої ж думки дотримувався і протоієрей Олександр Мень.

## Брати Господні про яких згадується у Євангеліях (Мт. 13:55-56; Мк. 6:3; Мт. 27:56; Ін. 7:5)

### Перший випадок
Про братів Господніх згадують святі євангелісти та інші особи, слова яких передаються тими ж євангелістами. Іноді Господні брати називаються навіть по іменах, причому робиться вказівка і на сестер Господніх, які однак в новозавітних книгах ніде не згадуються поіменно. Згадка про двох сестер Господа є в апокрифічній «Історії Йосипа теслі» (близько 400 р.) їхні імена Лісія і Лідія (гл. 2) відповідно до видання Тішендорфа — Ассія і Лідія. Св. Епіфаній Кіпрський називає інші імена: Марія або Анна і Соломія. Ім'я 2-го брата Ісуса в традиції передається неоднаково: Іосія, Іуст або за більш точними науковими даними — Йосиф.
Дуже важливі два майже однакових свідоцтва євангелістів Матвія і Марка проливають світло на родичів Христа. Перший пише: «І прийшовши до Своєї батьківщини (тобто до, Назарету), вчив їх (Своїх послідовників) у синагозі їхній … так що всі дивувалися й говорили:… Чи не Його Мати зветься Марією і брати Його Яків та Іосія, і Симон, та Юда? І сестри Його чи не всі між нами?» (Мф. 13: 54-56). Інший євангеліст, вказавши ті ж обставини, при яких заходить мова про братів Господніх, каже словами здивованого Назаретського народу: «Хіба не тесля Він, син Марії, брат Якова, і Іосії, і Юди та Симона?» (Мк. 6: 3). Завдяки цій події, відомо, що братів було четверо, і вони носили імена Яків, Іоосія (по більш точним науковим даним: Йосип), Симон (або Симеон, так як Симон і Симеон не два різних імені, а різна вимова одного і того ж імені) і Юда.
Згідно з Церковним Переданням, брат Господній Яків і Юда є авторами написаних послань, названих їхніми іменами, які увійшли в канон Нового Завіту. В ранньохристиянській традиції відзначається роль, яку мали родичі Ісуса в Єрусалимській Церкві. Яків був першим єпископом Єрусалимської Церкви. Потрібно наперед зауважити, що не всі ці випадки нейтральні в моральному відношенні; так, деякі з них зображають цих братів з досить невигідного боку. Це вказує на те, що серед рідних свого дому, Христос мав ледь не ворогів, які не осягали Його діяльності та навіть шкодили їй.
Перша подія майже однаковими словами описана у двох євангелістів — Матвія і Марка. Перший говорить, описуючи те що відбувалось, та що було в Капернаумі: «Коли ж Він (Христос) ще промовляв до народу, Мати і брати Його стояли надворі, бажаючи говорити з Ним. І хтось сказав Йому: он Мати Твоя і брати Твої стоять надворі і бажають говорити з Тобою. Він же відповів тому, хто говорив до Нього: хто Мати Моя і хто брати Мої? І, показавши рукою Своєю на учеників Своїх, сказав: ось мати Моя і брати Мої; бо хто творитиме волю Отця Мого Небесного, той брат Мій, і сестра, і мати Моя». (Мф. 12: 46-50). Євангеліст Марк, описуючи ту саму подію, додає кілька дрібних рис, точніше усвідомлює ситуацію. Він каже: «Прийшли Мати і брати Його і, стоячи надворі, послали до Нього покликати Його. Навколо Нього сидів народ. І сказали Йому: ось Мати Твоя і брати Твої і сестри Твої надворі, шукають Тебе. І відповів їм: хто мати Моя і брати Мої? І, поглянувши довкола Себе на тих, що сиділи, сказав: ось мати Моя і брати Мої; бо хто творитиме волю Божу, той брат Мій, і сестра Моя, і мати Моя». (Мк. 3:33-35). Ця розповідь є і також у Луки але в нього немає жодної нової деталі в порівнянні з іншими Євангелістами. Подія відбувається, очевидно, в Капернаумі, куди, потім переселилися Ісус Христос і домашні Його. Зауважимо, що у євангеліста Матвія «сестри Його» не згадуються в числі тих що приходили до того дому, в якому сповіщав Він тайни Царства Божого. Важко зрозуміти, чому вони з'являються при цьому випадку разом з братами, як стверджує Марк, тоді як вони жили в цей час окремо в Назареті. Але з іншого боку, саме присутність «сестер Його» в Капернаумі, тимчасова, в якості гостей, і пояснються тим, що Марія, Мати Ісуса, і «брати Його» не могли відкладати побачення з Ним: можливо, що гості поспішали із відїздом у свій Назарет. Без такого припущення є цілком незрозумілим бажання вищевказаних осіб бачити Ісуса Христа не пізніше, а в цю ж мить. Навіщо ці особи викликали Ісуса Христа до себе, а не самі прийшли і не переговорили з Ним про що потрібно було?
На перший погляд питання вирішується, дуже просто. До Ісуса Христа не можна було пробратися — через те що багато слухачів було навколо Нього, але ця думка невірна: ні про яку тісноту й мови немає. Посланець легко пробрався до Ісуса Христа і, мабуть, настільки ж легко доніс відповідь — негативного характеру. Правда, Марк зауважує: «народ кругом Нього сидів»; але це означає зовсім інше. Це пояснює те, чому Матір Христа та її родичі не ввійшли в будинок. Їм, очевидно, не хотілося говорити з Ним при сторонніх, тому вони і просили Його вийти до них на хвилину. Про що вони хотіли говорити з Ним, ми, звичайно, не знаємо. Але дуже ймовірно, що вони хотіли порадитися з Ним в якихось домашніх справах, будь то сімейних, чи господарських, тобто, у таких справах, де було б пристойно говорити без сторонніх, тобто без осіб, яким подібні справи нітрохи не цікаві.
Відповідь Христа має сенс більш широкий, піднесений, месіанський. У відповіді Господа укладена та ж думка, яка виражається Його ж словами: «Ви від нижніх, Я ж від вишніх, і ви від світу цього, Я не від світу цього» (Ін. 8: 23). «Царство моє не від світу цього … Царство Моє не звідси» (Ін.18: 36); «Я для того народився і для того прийшов у світ, щоб свідчити про (євангельську) істину» (Ін. 18: 37). Або ж: «Хто не бере хрест свій і не йде слідом за Мною, той недостойний Мене» (Мф.10: 38). Таким чином, після отримання відповіді Христа, не тільки «брати і сестри Його», а й Матір Його могли піти, без будь-якої важкості на серці.

### Другий випадок
Інший випадок описаний ще в одного євангеліста Марка і, на жаль, переданий дуже коротко, так що не все тут є ясно. Подія мала місце знову в Капернаумі. Ісус Христос і дванадцять Його учнів, за словами євангеліста, «Приходять у дім (апостоли і Христос); і знову збирається народ, так що їм неможливо було і хліба їсти. І, почувши, ті, хто був у Нього, пішли взяти Його, бо говорили, що Він не при собі» (Мк. 3:20-21). Подія, скоріш за все, відбувалося таким чином: Христос з учнями увійшов в якийсь сторонній будинок у вищезгаданому місті, без сумніву, на запрошення господаря; сюди зібралося дуже багато народу слухати вчення Христа. Проповідував Він з таким захопленням, що Він сам і апостоли Його зовсім забули про їжу. Про це все вістка прийшла до того будинку в Капернаумі, який був постійним домом Ісуса Христа, Його Матері та «братів Його» та інших домашніх. Причому особи, що принесли цю чутку, з якоїсь причини передали її в спотвореному вигляді: вони пояснювали надзвичайну ревність Христа до Своєї проповіді по-своєму: вважаючи її проявом ненормального психічного стану Проповідника: «Він не при собі». Домашні, «ближні», чоловіки, охоче повірили цій чутці, тому, що байдуже, а може бути і вороже ставилися до євангельської проповіді свого родича по плоті. «Братам Його», — найприродніше цей вчинок приписувати їм, — прийшла в голову думка схопити Христа і привести Його додому і таким чином покінчити з Його проповідницькою діяльністю. І ось вони, згідно зі своїм рішенням, виходять зі свого будинку і приходять до того дому, де сповіщав Своє вчення Христос, з метою привести у виконання своє рішення. Що було потім, євангеліст не говорить. Відомо що «брати Його» не тільки не виявляли уваги до Його проповіді, але і не висловлювали поваги до Його Особистості.

### Третій випадок
Про подію яка сталася в Галілеї і, можливо, в Капернаумі Євангеліст Іоан каже: «Наближалося свято юдейське — ставлення кущів. Тоді брати Його сказали Йому: вийди звідси та іди до Юдеї, щоб і ученики Твої бачили діла, які Ти твориш. Бо ніхто не робить щось таємно, коли сам домагається бути відомим. Якщо Ти твориш такі діла, яви Себе світові. Бо і брати Його не вірували в Нього» (Ів 7: 2-5). Свято яке тут згадане має розумітись як осіннє єврейське свято (яке випадає на вересень) ставлення Кущів, тобто улаштування деревних куренів або наметів, поза будинком. На цей раз подія відбувається за півроку до останньої Пасхи юдейської, на яку Христос постраждав. В цей відрізок часу число послідовників у Ісуса Христа в Галілеї не тільки не збільшувалась, але сильно пішло на спад (Ін. 6:67). Цим не зовсім радісним періодом в житті Ісуса і скористалися «брати Його», щоб ще більше збільшити душевну Його тяжкість. Вони, мабуть, не без іронії говорили Христу: «Ніхто не робить нічого таємно», «яви Себе світові». Дуже добре усвідомлює сенс слів «братів Христа» блаж. Феофілакт, пояснює ці слова так: «Якщо вони кажуть: якщо ти чиниш такі справи, то яви Себе світові; то цим вони ніби кажуть: ми не в кращу сторону розуміємо поведінку Твою. Бо якщо Ти чиниш добрі справи, то яви Себе, якщо ж Ти ховаєшся, очевидно, ховаєшся тому, що робиш погане». Іван Золотоустий каже: «Невіра їх, — по його зауваженням, — виражається і в їх словах, і в їх відвазі, і в їх недоречній сміливості». «Чому в них таке невіра? Від поганого стану душі і від заздрості: знаменитим родичам звичайно заздрять родичі не настільки знамениті. Подивися, як лагідно Він відповідав. Не сказав: ви хто такі, що даєте Мені такі поради і вчите Мене? А що? „Час Мій ще не настав“, тобто час хреста і смерті. „Навіщо ж передчасно ви поспішаєте вбити Мене“, спонукаючи йти в Юдею, на свято?» .
Деякі з нових, притому і добросовісних, коментаторів та істориків намагаються пом'якшити судження євангеліста про невіру «братів» Ісуса, беручи до уваги те, що в розглянуту пору діяльності Спасителя помічалося ледь не загальне падіння віри в Нього в Галілеї, так що Він до самих апостолів повинен був звернутися з питанням: «чи не хочете й ви відійти» від Мене (Ін. 6:67). Можливо, невіра «братів Його», як писали інші автори, була лише тимчасовим затьмаренням їх духовного зору.